# Charles Édouard Jennings de Kilmaine
Pour les articles homonymes, voir Jennings.
Charles Édouard Saül Jennings de Kilmaine, né à Dublin le 19 octobre 1751, et mort le 11 décembre 1799 à Paris, est un général de division de la Révolution française.

## Biographie
Fils de Théobald Édouard, médecin établi à Tonnay-Charente (Charente-Maritime), et de Éléonore Saül, des catholiques jacobites, installés en France pour fuir les persécutions britanniques. La naissance de Charles-Edouard à Dublin est le fruit du hasard, sa mère ayant rendu visite à sa famille est contrainte par sa grossesse de rester en Irlande. Il est baptisé à la paroisse de Rose Mary Lane à Dublin, avant de rejoindre son père en France en 1762.
Kilmaine entre au service de l'Autriche comme cadet impérial au régiment de l'Empereur (K.u.K Infanterieregiment no 1) en 1765, puis comme cadet des drapeaux dans le même régiment en 1766, avant d'être cadet impérial au régiment de Murray (no 55) en 1772. En 1775, il est de retour en France à la mort de son père, avant de signer un engagement au Régiment Royal dragons en octobre de la même année. Son signalement indique qu'il mesure 5 pieds 7 pouces, soit environ 1,81 m, les yeux bleu gris, les cheveux châtain clair. Adjudant-général en 1778 à l'occasion de la création de la Légion des Volontaires Étrangers de la Marine, il accompagne le duc de Lauzun pendant la campagne au Sénégal.
Au retour de cette campagne victorieuse en 1780, il est nommé sous-lieutenant dans l'un des escadrons de hussards de la Légion des Volontaires Étrangers de Lauzun. Il participe à la campagne aux États-Unis avec le duc de Lauzun et se distingue dans les opérations de reconnaissance autour de New York en juillet 1781. Il obtient une gratification de 150 £ et plus de 2 mois d'appointements supplémentaires à son retour en France.
De retour en France en 1783, il entre dans la composition du 1er escadron du régiment des Hussards de Lauzun nouvellement créé à partir des éléments de la Légion de Lauzun. En 1786, en garnison à Lauterbourg, il est nommé lieutenant en second, puis en 1788, capitaine commandant la 2e compagnie du 1er escadron à la revue de septembre 1789 à Verdun : il a aussi en charge l'instruction à cheval pour l'ensemble du régiment depuis 1786, et participe aux propositions sur les équipements et armements des régiments de chasseurs à cheval. Pour ces différentes fonctions d'instruction, il obtient une gratification de 200 £ en 1786, de 200 £ en 1787 et de 300 £ en 1789.
En 1789, le capitaine Jennings de Kilmaine est l'un des fondateurs de la loge de l'Amitié Éternelle à l'Orient de Lauzun, loge maçonnique créée par les officiers de Lauzun à Verdun en février 1789. D'abord orateur de la loge, il devient 1er surveillant de cette loge.
Son engagement pour les idées de la Révolution ne fait aucun doute. Il est mis aux arrêts en 1789 pour avoir dit aux hussards du 6e régiment, ci-devant Lauzun : le devoir d'un soldat français est de combattre et de vaincre les ennemis de son pays mais de ne jamais tirer le sabre contre ses concitoyens pour servir les projets du despotisme. Il s'indigne de l'attitude de certains officiers du régiment impliqué dans la répression de la garnison de Nancy et l'émeute de Belfort : il est mis 2 fois aux arrêts et fait partie des signataires du discours des officiers du régiment de Lauzun à l'Assemblée Nationale du 13 novembre 1790. Les 12 officiers signataires  précisent : presque tous les officiers du régiment de Lauzun prouveront [...] qu'ils n'ont point participé, ni assisté aux scènes scandaleuses qui s'y sont passées. Il fait l'objet d'une mesure de réforme le 21 mars 1791, avant d'être réintégré dans le même régiment le 25 janvier 1792.
En septembre 1792, le capitaine Kilmaine se retrouve à la tête du 6e régiment de hussards, : entre 1790 et septembre 1792, 32 officiers dont les 3 derniers chefs de corps ont émigré.
Le 20 septembre, il est présent à la bataille de Valmy, et le 6 novembre suivant il participe à la bataille de Jemappes. Le 23 novembre 1792, il est nommé lieutenant-colonel du 6e hussards, auparavant régiment de Lauzun, et le 26 janvier 1793 il passe colonel dans le même régiment.

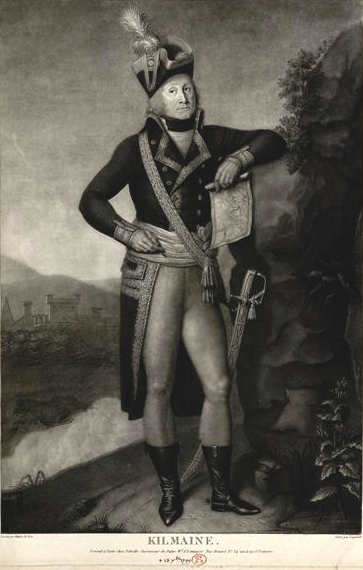

Il est promu général de brigade le 8 mars 1793, employé à l'armée de la Moselle, et général de division le 15 mai suivant à l'armée du Nord. Le 4 juillet, il prend provisoirement le commandement en chef des armées du Nord et des Ardennes, en remplacement du général Custine, et il est suspendu de ses fonctions le 4 août 1793. Le 7 août, il évacue le camp de César et repousse l'ennemi à Marquion, le 9 août, il est destitué de ses fonctions et remplacé par le général Houchard, et le 29 décembre, il est arrêté et enfermé au Luxembourg.
Il est remis en liberté le 6 août 1794, arrêté de nouveau le 10 août, il est libéré le 12 décembre après la chute de Robespierre. Le 20 mai 1795, il est réintégré dans son grade, et le 13 juin, il est nommé commandant de la cavalerie de réserve à l'armée des Alpes et d'Italie.
Le 28 avril 1796, il commande en chef la cavalerie en remplacement du général Stengel et le 10 mai il participe à la bataille du pont de Lodi. Commandant de l'avant-garde de l'armée d'Italie le 20 mai suivant, il sert au passage du Mincio à Borghetto le 30 mai 1796. Le 5 août 1796, il participe à la bataille de Castiglione, et le 2 septembre il est commandant à Vérone. Les 14 et 15 septembre, il est aux combats de Due Castelli et St Georges, et le 16 septembre, il dirige le blocus de Mantoue. Il quitte son commandement le 21 décembre pour cause de maladie.
Le 9 avril 1797, il est commandant de Mantoue de la division Victor et des États Vénitiens, et le 20 avril il est vainqueur des insurgés vénitiens à Desenzano pendant l'insurrection des Pâques véronaises. Les 22 et 23 avril, il délivre et entre dans Vérone, et le 7 juin 1797 il prend le commandement du Boulonnais, du Ferrarais et d'Ancône à la place du général Sahuguet. Commandant en chef de la cavalerie de l'armée d'Italie le 4 octobre 1797, il commande par intérim l'armée d'Italie à la place de Bonaparte le 17 novembre suivant.
Le 23 décembre 1797, il rejoint l'armée d'Angleterre comme commandant de la cavalerie, et le 27 mars 1798 il prend provisoirement le commandement en chef de cette armée, à la place de Desaix. Le 19 mai, il est nommé commandant en chef de l'armée d'Angleterre.
C'est en 1797-1798 qui mènera l'expédition Écosse Irlande partant de Brest pour libérer l' Écosse et l'Irlande.
Il meurt le 11 décembre 1799, à Paris d'une dysenterie chronique.

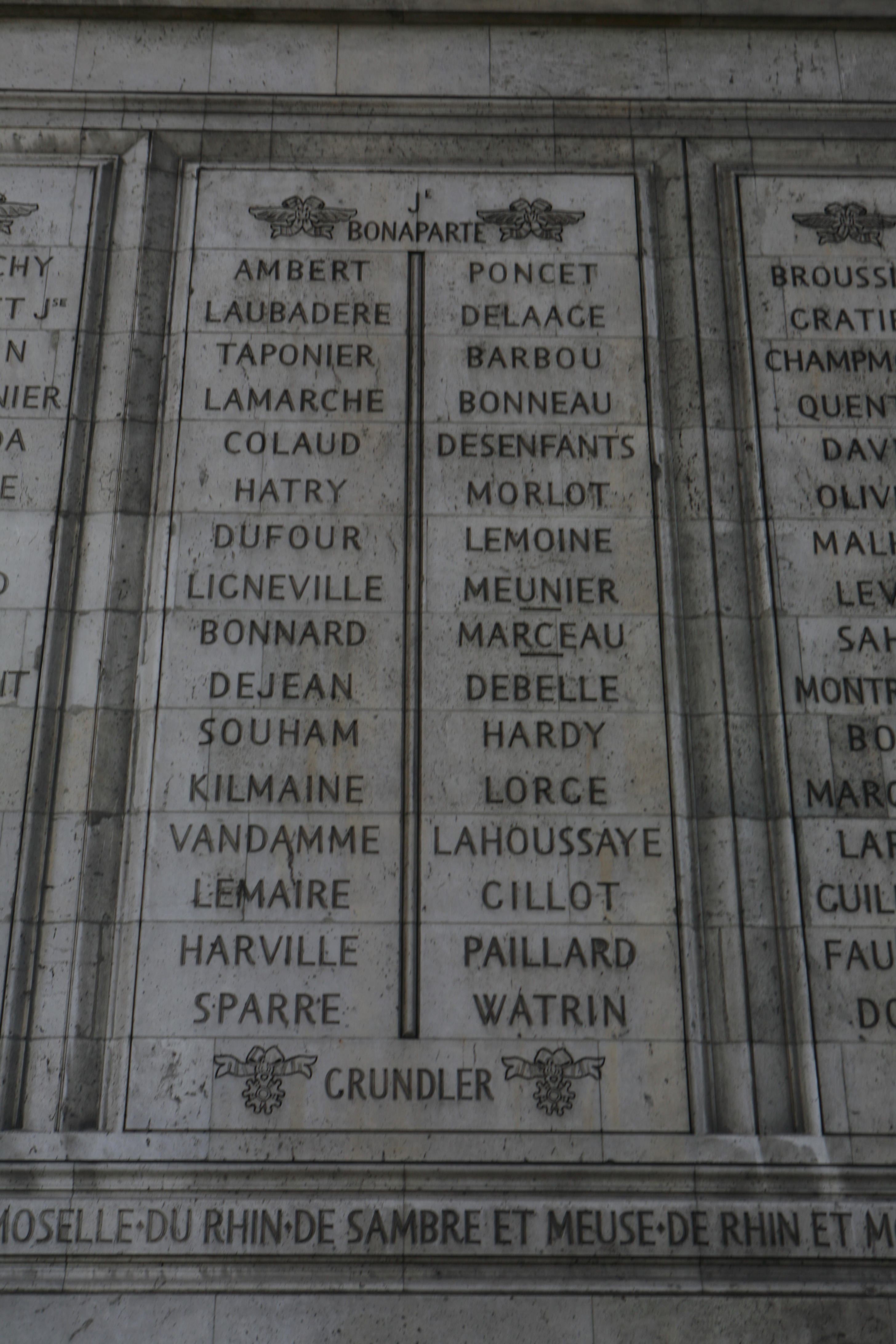
Noms gravés sous l'arc de triomphe de l'Étoile : pilier Nord, 5e et 6e colonnes.